# (466705) 2014 WP412
(466705) 2014 WP412 es un asteroide perteneciente al cinturón de asteroides, descubierto el 7 de enero de 2002 por el equipo Spacewatch desde el Observatorio Nacional de Kitt Peak (Arizona, Estados Unidos).